# Zapasy na Letnich Igrzyskach Olimpijskich 1928
Zapasy na Letnich Igrzyskach Olimpijskich 1928 w Amsterdamie rozegrano w dniach 30 lipca do 5 sierpnia. Zapasy w stylu wolnym odbywały się w dniach 30 lipca–1 sierpnia, zaś w stylu klasycznym między 2 a 5 sierpnia 1928 - oba style rozgrywano w hali Krachtsportgebouw. Startowali tylko mężczyźni. Tabelę medalową zmagań zapaśniczych wygrali Finowie, którzy zwyciężyli w 3 kategoriach wagowych, a łącznie sięgnęli po 9 medali. 

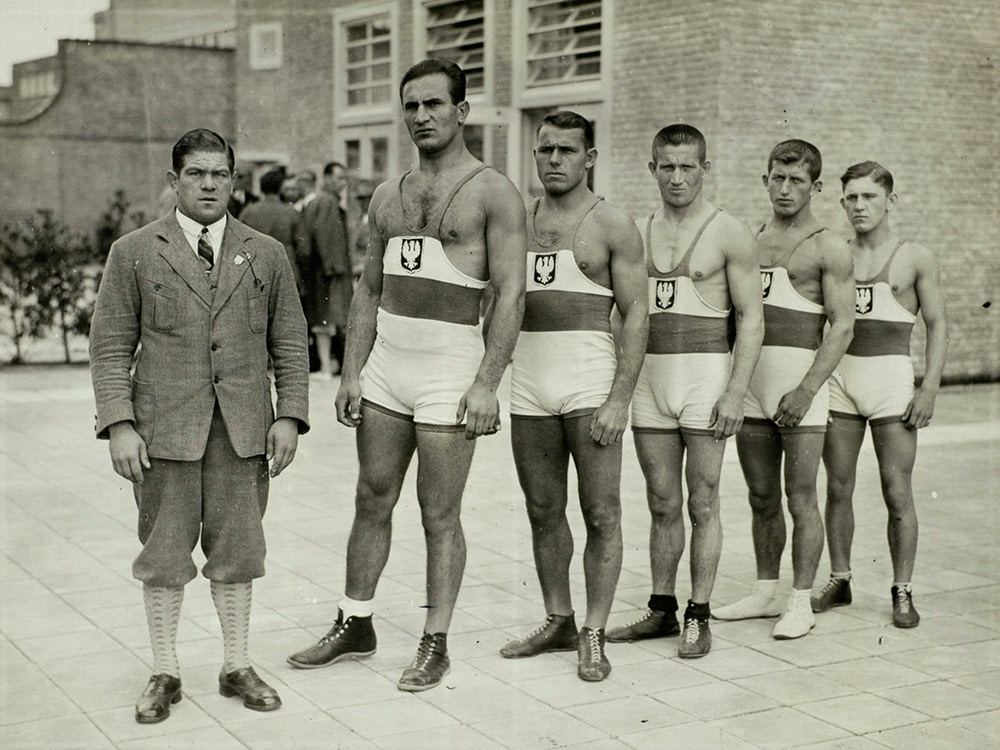
Polska drużyna zapaśnicza podczas Letnich Igrzysk Olimpijskich 1928.

## Medaliści

### Styl klasyczny
| Kat. wagowa                |                 |                 |                   |
| -------------------------- | --------------- | --------------- | ----------------- |
| Waga kogucia ( -58 kg)     | Kurt Leucht     | Jindřich Maudr  | Giovanni Gozzi    |
| Waga piórkowa (- 62 kg)    | Voldemar Väli   | Erik Malmberg   | Gerolamo Quaglia  |
| Waga lekka (- 67,5 kg)     | Lajos Keresztes | Eduard Sperling | Edvard Westerlund |
| Waga średnia (- 75 kg)     | Väinö Kokkinen  | László Papp     | Albert Kusnets    |
| Waga półciężka (- 82,5 kg) | Ibrahim Mustafa | Adolf Rieger    | Onni Pellinen     |
| Waga ciężka (+ 82,5 kg)    | Rudolf Svensson | Hjalmar Nyström | Georg Gehring     |

### Styl wolny
| Kat. wagowa               |                 |                    |                    |
| ------------------------- | --------------- | ------------------ | ------------------ |
| Waga kogucia (- 56 kg)    | Kaarlo Mäkinen  | Clement Spapen     | Jim Trifunov       |
| Waga piórkowa (- 61 kg)   | Allie Morrison  | Kustaa Pihlajamäki | Hans Minder        |
| Waga lekka (- 66 kg)      | Osvald Käpp     | Charles Pacôme     | Eino Aukusti Leino |
| Waga półśrednia (- 72 kg) | Arvo Haavisto   | Lloyd Appleton     | Maurice Letchford  |
| Waga średnia (- 79 kg)    | Ernst Kyburz    | Donald Stockton    | Sam Rabin          |
| Waga półciężka (- 87 kg)  | Thure Sjöstedt  | Arnold Bögli       | Henri Lefèbvre     |
| Waga ciężka (+ 87 kg)     | Johan Richthoff | Aukusti Sihvola    | Edmond Dame        |

## Tabela medalowa
| Poz. | Państwo           |   |   |   | Łącznie |
| ---- | ----------------- | - | - | - | ------- |
| 1    | Finlandia         | 3 | 3 | 3 | 9       |
| 2    | Szwecja           | 3 | 1 | 0 | 4       |
| 3    | Estonia           | 2 | 0 | 1 | 3       |
| 4    | Rzesza Niemiecka  | 1 | 2 | 1 | 4       |
| 5    | Szwajcaria        | 1 | 1 | 1 | 3       |
| 6    | Stany Zjednoczone | 1 | 1 | 0 | 2       |
| 6    | Węgry             | 1 | 1 | 0 | 2       |
| 8    | Królestwo Egiptu  | 1 | 0 | 0 | 1       |
| 9    | Kanada            | 0 | 1 | 2 | 3       |
| 9    | Francja           | 0 | 1 | 2 | 3       |
| 11   | Belgia            | 0 | 1 | 0 | 1       |
| 11   | Czechosłowacja    | 0 | 1 | 0 | 1       |
| 11   | Włochy            | 0 | 0 | 2 | 2       |
| 12   | Wielka Brytania   | 0 | 0 | 1 | 1       |